# (66652) Borasisi
(66652) Borasisi, o como asteroide binario (66652) Borasisi-Pabu, es un objeto binario clásico del cinturón de Kuiper. Fue descubierto el 8 de septiembre de 1999 por Chad Trujillo, Jane X. Luu y David C. Jewitt e identificado como binario en 2003 por K. Noll y sus colegas utilizando el Telescopio Espacial Hubble.

## Objeto binario
En 2003 se descubrió que (66652) Borasisi es un sistema binario con componentes de tamaño comparable (aproximadamente 100-130 km) que orbitan el baricentro en una órbita moderadamente elíptica. La masa total del sistema es de aproximadamente 3.4 × 1018 kg.
El satélite compañero (66652) Borasisi I, llamado Pabu, orbita su órbita primaria en 46.2888 ± 0.0018 días en una órbita con un semieje mayor de 4528 ± 12 km y una excentricidad de 0.4700 ± 0.0018. La órbita está inclinada con respecto al observador unos 54°, lo que significa que está a unos 35° de la posición polar.

## Propiedades físicas
La superficie de ambos componentes del sistema Borasisi-Pabu es muy roja. El objeto principal tiene un diámetro de aproximadamente 126 km y el objeto secundadrio tiene un diámetro aproximado de 105 km.

## Nombre
Borasisi recibe su nombre de una deidad ficticia de la creación tomada de la novela Cuna de gato de Kurt Vonnegut. En el libro, Borasisi es el Sol y Pabu es el nombre de la Luna.

## Exploración
Alrededor de 2005, Borasisi fue considerado como un objetivo para la propuesta New Horizons 2 después de un sobrevuelo de Tritón/Neptuno.